# 大絲夢角鮟鱇
大絲夢角鮟鱇，為輻鰭魚綱鮟鱇目棘茄魚亞目夢角鮟鱇科的其中一種。分布於全球各大洋熱帶及亞熱帶海域，屬深海魚類。

## 扩展阅读
維基物種上的相關：大絲夢角鮟鱇